# Der Hirte des Hermas
Das Buch Der Hirte des Hermas wurde um 150 n. Chr. von einem ansonsten unbekannten Christen namens Hermas in Rom geschrieben. Es wurde bis in das 4. Jahrhundert hinein in manchen Gemeinden im Gottesdienst vorgelesen. Hermas wird zu den apostolischen Vätern gezählt.

## Der Autor: Hermas
Der Kanon Muratori (eine ca. 170–200 n. Chr. entstandene Auflistung der christlichen Bücher) schreibt über das Buch Hirte des Hermas:

„Den Hirten aber hat ganz vor kurzem zu unserer Zeit Hermas aus Rom geschrieben, als auf dem Stuhl der Gemeinde Roms sein Bruder Pius saß. Und darum soll er wohl gelesen werden. Aber in der Gemeinde dem Volk vorgelesen werden kann er bis zum Ende der Tage nicht, weder unter den Propheten, deren Zahl abgeschlossen ist, noch unter den Aposteln.“

Demnach wäre Hermas ein Bruder von Pius I., der um 150 n. Chr. Bischof von Rom war. Er war ein verheirateter freigelassener Sklave. Als Autor des apokalyptisch anmutenden Hirten des Hermas wird er zu den apostolischen Vätern und damit auch zu den Kirchenvätern im weiteren Sinn gezählt. Da sein Wirken in das zweite Jahrhundert fällt, kann er kaum identisch sein mit jenem Hermas von Philippi, der im Römerbrief erwähnt wird: Röm 16,14  (wie das Origenes annahm).
Gedenktag für Hermas ist der 1. März.

## Der Hirte des Hermas

### Inhalt
In diesem Werk beschreibt Hermas eine Reihe von Offenbarungen eines Engels in Hirtengestalt an ihn; das heißt, mit dem „Hirten“ ist ein Engel gemeint. Das Werk gliedert sich in fünf Visionen, zwölf Gebote und zehn Gleichnisse. Hier entsteht ein Abriss der christlichen Sittenlehre. Die Christen werden als Fremde in dieser Welt dargestellt. Mehrmals wiederholt erscheint die Kirche als Turm, deren Bau verzögert wird, um die Zeit zur Umkehr auszudehnen. In den vorausgehenden Visionen begegnet ihm die Kirche in Form einer alten Frau, die ihm unter anderem dieses Gleichnis vom Turmbau offenbart und die Grundlagen zu den Geboten und Gleichnissen des Hermas gibt.
Hermas beschreibt sehr anschaulich die christliche Gemeinde. Er bezeugt, dass die Mehrheit der Christen gläubige und glaubwürdige Menschen gewesen seien, spricht aber auch von den Frevlern, Arroganten, und vor allem von den Lapsi, die während der vereinzelten Christenverfolgung – wie sie seit dem Pogrom unter Nero auftrat – Apostaten wurden (so auch seine eigenen Söhne). Eine besondere Rolle spielt dieses Buch für die Entwicklung der Lehren vom Bußsakrament.

### Überlieferung
Der Hirte wurde in griechischer Sprache verfasst, da die christliche Gemeinde in Rom damals (bis um 200 n. Chr.) noch deutlich griechisch geprägt war. Jedoch entstand kurz danach auch eine lateinische Fassung, Vulgata genannt. Später entstand eine weitere lateinische Fassung, die Palatina, wobei umstritten ist, ob jede Fassung von einem Autor verfasst wurde wie das griechische Original. Nur die lateinischen Fassungen sind vollständig erhalten; die griechische Fassung ist nur in einer einzigen Handschrift erhalten geblieben, von der am Ende mehrere Seiten fehlen: Ungefähr das letzte Fünftel des griechischen Textes ist verloren gegangen.
Der Hirte des Hermas ist weit umfangreicher als das umfangreichste Buch des Neuen Testaments, etwa so umfangreich wie das Matthäus- und das Markus-Evangelium zusammengenommen. Vereinzelte Zitate aus diesem Buch etwa bei dem Kirchenvätern Irenäus von Lyon und Clemens von Alexandria besagen daher nicht, dass Hermas ähnlich stark anerkannt oder gelesen wurde wie die Bücher des NT. Wenn der Umfang des NTs mit 100 % angenommen wird, hat Hermas knapp 21 %.
Irenäus zitiert als „Schrift“ aus dem Hirten des Hermas 2,1, aber ohne die konkrete Quelle zu nennen: 
Es gibt einen schönen Ausspruch der Schrift, welcher lautet: „Zuerst vor allem glaube, dass es einen Gott gibt, der das Weltall geschaffen und aus dem Nichtsein alles Sein gemacht und vollendet hat. Alles umfasst er, und von niemand wird er umfasst.“
Das Werk genoss vor allem im Orient große Wertschätzung (insbesondere in Ägypten) und war bis ins Mittelalter wegen seiner Ethik sehr beliebt. Zeitweise wurde diskutiert, ob das Buch zum Kanon der neutestamentlichen Schriften gehören solle. Das Buch ist für die Erforschung der frühen Kirchengeschichte sehr wertvoll, da aus der ersten Hälfte des 2. Jahrhunderts nur wenige christliche Texte erhalten geblieben sind.

## Einzelbelege
1. ↑  In theologischer Literatur meist als (Der) Hirt des Hermas bezeichnet.
2. ↑  Christian Tornau – Paolo Cecconi (Eds.), The Shepherd of Hermas in Latin. Critical Edition of the Oldest Translation Vulgata, Walter de Gruyter, Berlin/Boston 2014
3. ↑  Siehe Franz Stuhlhofer: Der Gebrauch der Bibel von Jesus bis Euseb. Eine statistische Untersuchung zur Kanonsgeschichte. Wuppertal 1988, S. 38 f. (Umfang-Vergleiche von NT-Büchern und Hermas) und S. 50–55 (außerneutestamentliche Bücher bei einigen Kirchenschriftstellern).
4. ↑  Irenäus: Gegen die Häresien, IV.Buch, 20,2. Deutsche Übersetzung in: Bibliothek der Kirchenväter, München 1912.